# Peckolus alpinus
Peckolus alpinus är en skalbaggsart som beskrevs av Henry Fuller Howden och Clarke H. Scholtz 1988. Peckolus alpinus ingår i släktet Peckolus och familjen bladhorningar. Inga underarter finns listade i Catalogue of Life.